# アンドレ・ドグラス
アンドレ・ドグラス（Andre De Grasse、1994年11月10日 - ）は、カナダの陸上競技短距離選手。2020年東京オリンピック男子200m金メダル・100m銅メダル・4×100mリレー銀メダル。2022年 オレゴン世界陸上4×100mリレー金メダリスト。2016年リオデジャネイロオリンピック男子200m銀メダリスト、100m・4×100mリレー銅メダリスト。2015年世界陸上100m・4×100mリレー銅メダリスト。カナダ人として1928年アムステルダムオリンピック男子200m金メダリストパーシー・ウィリアムズ以来の金メダルを獲得。自己ベストは60mの6.60、100mの9.89、200mの19.62(カナダ記録)。

## 記録
| 種目          | 記録    | 風速 | 競技場所                   | 時期          | 備考         |
| 100ｍ         | 9.89    | +0.1 | Tokyo (東京)               | 2021年8月1日  |              |
| 100ｍ         | 9.69    | +4.8 | Stockholm (スウェーデン)   | 2017年6月18日 | 追風参考記録 |
| 200ｍ         | 19.62   | -0.5 | Tokyo (東京)               | 2021年8月4日  |              |
| 200ｍ         | 19.58   | +2.4 | Eugene, OR (アメリカ)      | 2015年6月12日 | 追風参考記録 |
| 400ｍ         | 47.93   |      | Arkansas City (アメリカ)   | 2014年3月29日 |              |
| 4×100ｍリレー | 37.48   |      | Eugene,OR (アメリカ)       | 2022年7月23日 |              |
| 4×200ｍリレー | 1:19.20 |      | Gainesville (アメリカ)     | 2016年4月2日  |              |
| 4×400ｍリレー | 3:09.56 |      | Los Angeles, CA (アメリカ) | 2015年3月21日 | [ 2 ]        |